# Scopulus

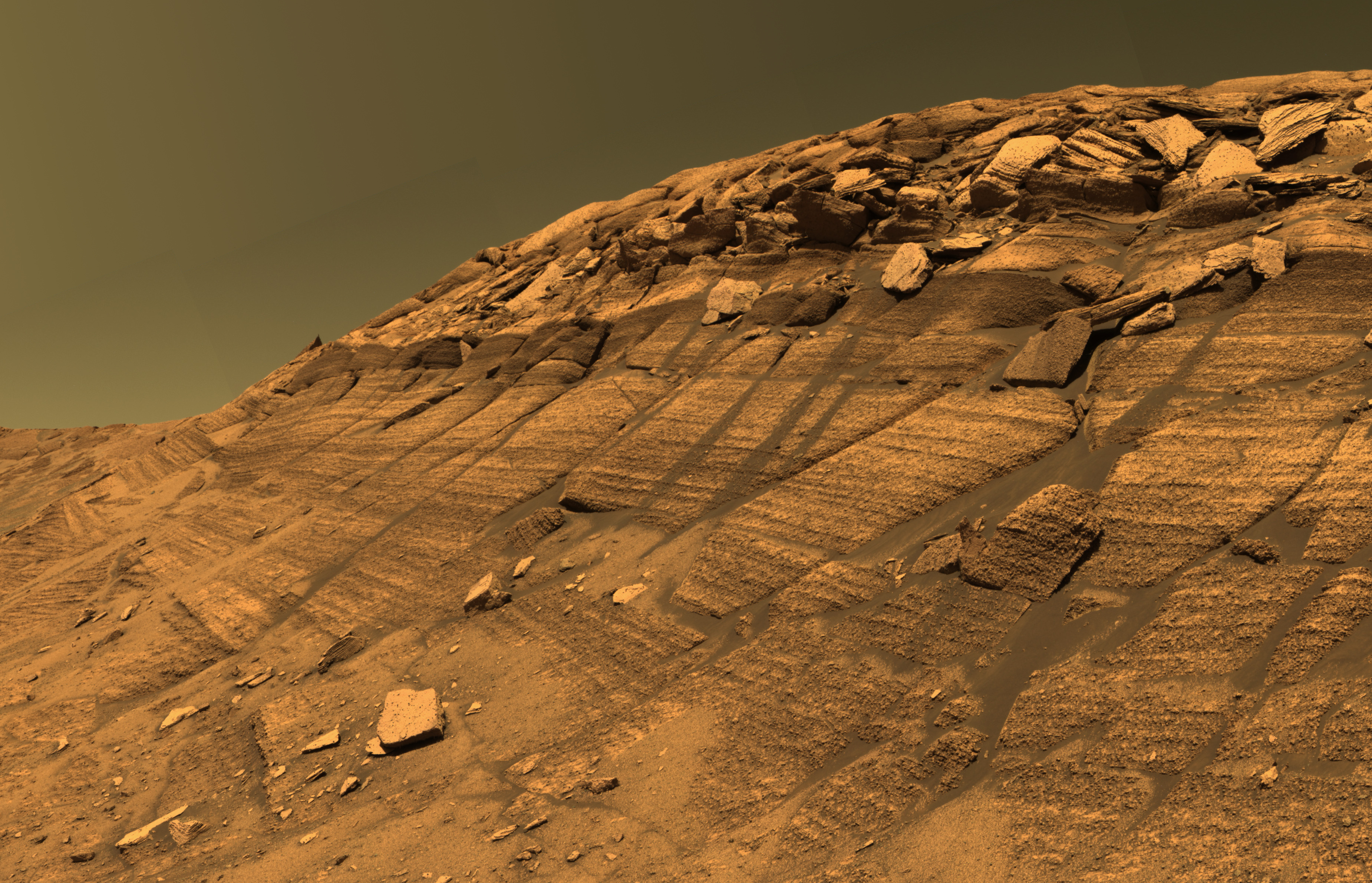
Tipico esempio di una scogliera sul bordo del cratere Endurance.

Scopulus (plurale: scopuli) è un termine che in latino indica una rupe o una scogliera. È utilizzato in esogeologia per indicare formazioni geologiche simili a scarpate o a forti scoscendimenti dalla forma irregolare presenti sulla superficie di pianeti o altri corpi celesti; è in opposizione a rupes, che invece indica una scarpata relativamente rettilinea e regolare. Il nome di scopulus è stato assegnato unicamente a strutture presenti sul pianeta Marte.

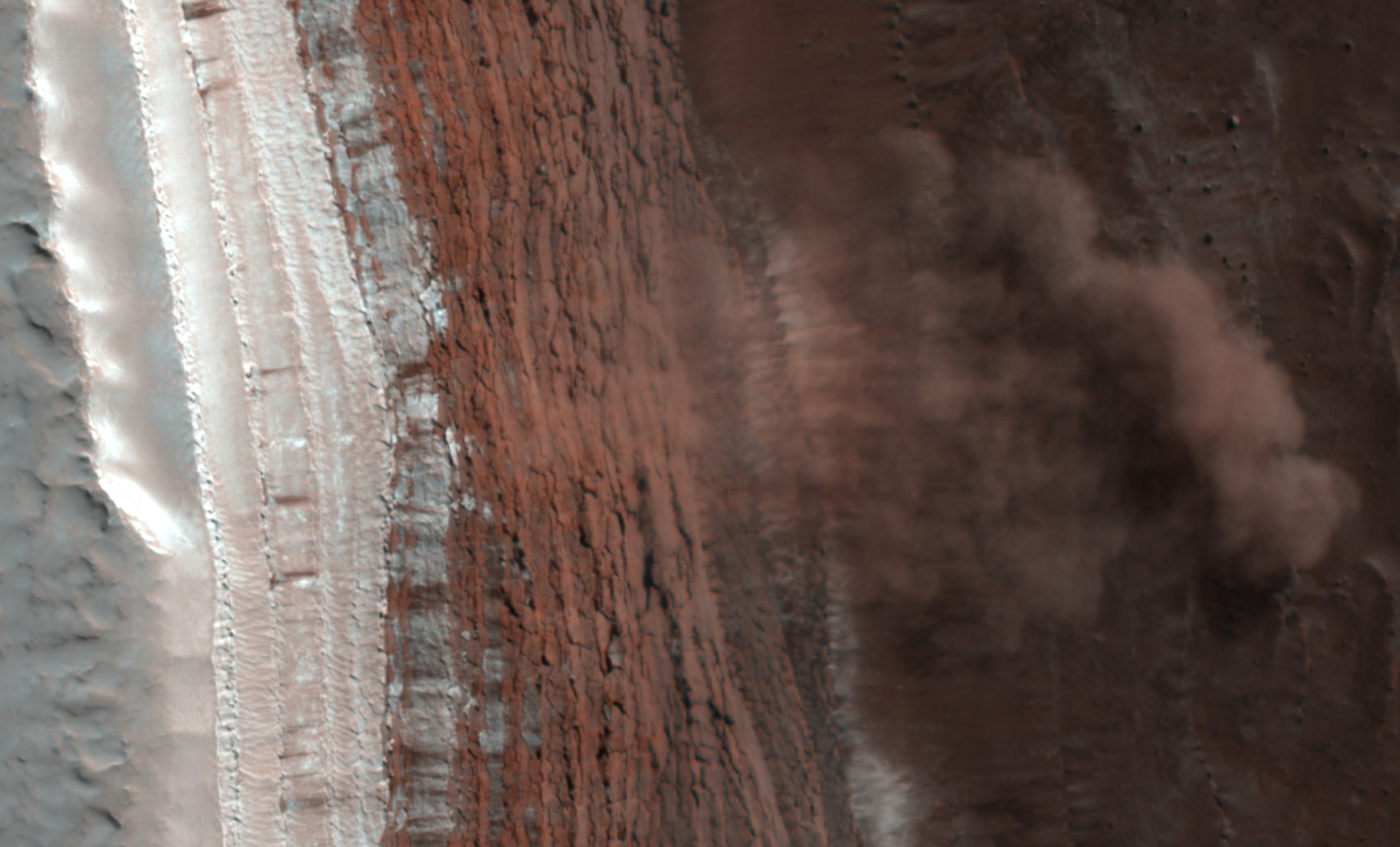
Valanga lungo una scarpata del Polo Nord su Marte

Molte di queste formazioni presenti sul pianeta rosso sono situate lungo i bordi di crateri ed alcune presentano le prove di una passata erosione dovuta alla presenza di acqua. Altre volte questi bordi, grazie alla precaria stabilità ed al ghiaccio che allarga le crepe lungo la scarpata, sono teatro di valanghe che fanno rotolare il materiale presente lungo lo scosceso pendio.

## Scopuli su Marte
- Abalos Scopuli
- Australe Scopuli
- Boreales Scopuli
- Charybdis Scopulus
- Coronae Scopulus
- Eridania Scopulus
- Gemini Scopuli
- Nilokeras Scopulus
- Oenotria Scopuli
- Scylla Scopulus
- Tartarus Scopulus
- Ultimi Scopuli
- Xanthe Scopulus